# Todos a la cárcel
Todos a la cárcel és una pel·lícula espanyola de 1993 dirigida per Luis García Berlanga amb guió escrit per ell mateix amb el seu fill Jorge Berlanga.

## Sinopsi
A la presó Model de València se celebrarà el Dia Internacional del Pres de Consciència, un esdeveniment per reunir víctimes de la repressió franquista. Persones de la política, la cultura i la faràndula, assistiran a l'acte, per la qual cosa la situació es presenta molt propícia per a fer algun que un altre negoci en benefici propi. Un empresari intenta recuperar els 80 milions de pessetes que li deu l'administració, el banquer Cesar Muyagorri intenta obtenir la llibertat del seu amic de Milà Tornicelli. La celebració es complica perquè alguns dels convidats no venen, i la mort del pare Rebolli i finalment hi ha un motí a la presó. El banquer aconsegueix escapar amb l'ajuda de les forces de seguretat de l'OTAN, però l'empresari renuncia a la seva intenció de reclamar el que li deu el ministre.

## Repartiment
- José Sazatornil - Artemio
- José Sacristán - Quintanilla
- Agustín González - Director
- Manuel Alexandre - Modesto
- Rafael Alonso - Falangista
- Inocencio Arias - Casares
- José Luis Borau - Capellà
- Gaspar Cano - Realitzador TV
- Luis Ciges - Ludo
- Joaquín Climent - Ministre
- Marta Fernández Muro - Matilde
- Juan Luis Galiardo - Muñagorri
- Antonio Gamero - Cerrillo
- Chus Lampreave - Chus
- Eusebio Lázaro - Alcaraz

## Palmarès cinematogràfic
VIII Premis Goya
| Categoria                    | Candidat                              | Resultat   |
| ---------------------------- | ------------------------------------- | ---------- |
| Millor pel·lícula            | Millor pel·lícula                     | Guanyadora |
| Més ben director             | Luis García Berlanga                  | Guanyador  |
| Millor so                    | Millor so                             | Guanyador  |
| Millor guió original         | Luis García Berlanga i Jorge Berlanga | Nominat    |
| Millor direcció de producció | Ricardo García Arrojo                 | Nominat    |

Medalles del Cercle d'Escriptors Cinematogràfics de 1993
| Categoria       | Candidat             | Resultat  |
| --------------- | -------------------- | --------- |
| Millor director | Luis García Berlanga | Guanyador |
| Millor actor    | José Sazatornil      | Guanyador |